# Louis Ferrand (évêque)
Ne doit pas être confondu avec Louis Ferrand (peintre).
Louis Ferrand, né le 1er janvier 1906 à Loches en Indre-et-Loire et mort le 9 mai 2003, est un prélat français, archevêque de Tours de 1956 à 1980. 

## Biographie
Il est ordonné prêtre le 1er septembre 1929 pour l'archidiocèse de Tours. 
Il est nommé évêque de Saint-Jean-de-Maurienne le 11 janvier 1954 et consacré évêque le 24 février suivant par Louis-Joseph Gaillard, archevêque de Tours. 
Deux ans plus tard, le 17 avril 1956, il rejoint son diocèse d'origine comme archevêque coadjuteur avec le titre d'archevêque titulaire de Cyrrhus (de). Il succède à Gaillard à la mort de celui-ci le 28 octobre suivant. 
Il participe aux quatre sessions du IIe concile œcuménique du Vatican. Il donne son accord pour faire revivre la règle de saint Étienne de Muret de l'ordre de Grandmont au prieuré Notre-Dame et Saint-Étienne de Villiers.
Il se retire le 9 septembre 1980.